# 일본의 국립 대학 목록
다음은 일본의 국립대학 목록이다. 대학은 구제국대학이고, 대학은 구관립대학이다.

## 홋카이도
- 홋카이도 대학 (北海道大学)
- 홋카이도 교육대학 (北海道教育大学)
- 무로란 공업 대학 (室蘭工業大学)
- 오타루 상과대학 (小樽商科大学)
- 오비히로 축산대학 (帯広畜産大学)
- 아사히카와 의과대학 (旭川医科大学)
- 키타미 공업대학 (北見工業大学)

## 도호쿠
- 도호쿠 대학 (東北大学)
- 니가타 대학 (新潟大学)
- 야마가타 대학 (山形大学)
- 미야기 교육대학 (宮城教育大学)
- 아키타 대학 (秋田大学)
- 이와테 대학 (岩手大学)
- 히로사키 대학 (弘前大学)
- 후쿠시마 대학 (福島大学)

## 도쿄
- 도쿄 대학 (東京大学)
- 도쿄 공업대학 (東京工業大学)
- 도쿄 의과치과대학 (東京医科歯科大学)
- 도쿄 농공대학 (東京農工大学)
- 도쿄 예술대학 (東京芸術大学)
- 도쿄 가쿠게이 대학 (東京学芸大学)
- 도쿄 해양대학 (東京海洋大学)
- 도쿄 외국어대학 (東京外国語大学)
- 히토쓰바시 대학 (一橋大学)
- 전기통신대학 (電気通信大学)
- 오차노미즈 여자 대학 (お茶の水女子大学)
- 정책연구대학원대학 (政策研究大学院大学)

## 간토 (도쿄 이외)
- 쓰쿠바 대학 (筑波大学)
- 지바 대학 (千葉大学)
- 요코하마 국립 대학 (横浜国立大学)
- 사이타마 대학 (埼玉大学)
- 군마 대학 (群馬大学)
- 쓰쿠바 기술대학 (筑波技術大学)
- 우쓰노미야 대학 (宇都宮大学)
- 이바라키 대학 (茨城大学)
- 총합연구대학원대학 (総合研究大学院大学)

## 주부
- 나고야 대학 (名古屋大学)
- 가나자와 대학 (金沢大学)
- 나고야 공업대학 (名古屋工業大学)
- 호쿠리쿠 첨단과학기술대학원대학 (北陸先端科学技術大学院大学)
- 나가오카 기술과학대학 (長岡技術科学大学)
- 도요하시 기술대학 (豊橋技術科学大学)
- 시즈오카 대학 (静岡大学)
- 신슈 대학 (信州大学)
- 도야마 대학 (富山大学)
- 기후 대학 (岐阜大学)
- 하마마쓰 의과대학 (浜松医科大学)
- 후쿠이 대학 (福井大学)
- 야마나시 대학 (山梨大学)
- 아이치 교육대학 (愛知教育大学)
- 조에쓰 교육대학 (上越教育大学)

## 긴키
- 교토 대학 (京都大学)
- 오사카 대학 (大阪大学)
- 고베 대학 (神戸大学)
- 미에 대학 (三重大学)
- 시가 대학 (滋賀大学)
- 시가 의과대학 (滋賀医科大学)
- 교토 교육대학 (京都教育大学)
- 오사카 교육대학 (大阪教育大学)
- 효고 교육대학 (兵庫教育大学)
- 교토 공예섬유대학 (京都工芸繊維大学)
- 나라 교육대학 (奈良教育大学)
- 나라 여자 대학 (奈良女子大学)
- 나라 첨단과학기술대학원대학 (奈良先端科学技術大学院大学)
- 와카야마 대학 (和歌山大学)

## 주고쿠
- 히로시마 대학 (広島大学)
- 오카야마 대학 (岡山大学)
- 돗토리 대학 (鳥取大学)
- 야마구치 대학 (山口大学)
- 시마네 대학 (島根大学)

## 시코쿠
- 도쿠시마 대학 (徳島大学)
- 에히메 대학 (愛媛大学)
- 가가와 대학 (香川大学)
- 나루토 교육대학 (鳴門教育大学)
- 고치 대학 (高知大学)

## 규슈
- 규슈 대학 (九州大学)
- 구마모토 대학 (熊本大学)
- 나가사키 대학 (長崎大学)
- 규슈 공업대학 (九州工業大学)
- 가고시마 대학 (鹿児島大学)
- 오이타 대학 (大分大学)
- 미야자키 대학 (宮崎大学)
- 사가 대학 (佐賀大学)
- 후쿠오카 교육대학 (福岡教育大学)
- 가노야 체육대학 (鹿屋体育大学)

## 오키나와
- 류큐 대학 (琉球大学)

## 이전에 존재했던 국립대학
- 도쿄 교육대학 (東京教育大学) - 현재 쓰쿠바 대학 전신
- 도서관정보대학 (図書館情報大学) - 현재 쓰쿠바 대학 도서관정보학군 전신
- 규슈 예술공과대학 (九州芸術工科大学) - 현재 규슈 대학 예술공학부 전신
- 고베 상선대학 (神戸商船大学) - 현재 고베 대학 해사과학부 전신
- 도쿄 상선대학 (東京商船大学) - 현재 도쿄 해양대학 해양공학부 전신
- 도쿄 수산대학 (東京水産大学) - 현재 도쿄 해양대학 해양과학부 전신
- 야마나시 의과대학 (山梨医科大学) - 현재 야마나시 대학 의학부 전신
- 도야마 의과약과대학 (富山医科薬科大学]) - 현재 도야마 대학 의학부, 약학부 전신
- 후쿠이 의과대학 (福井医科大学) - 현재 후쿠이 대학 의학부 전신
- 오사카 외국어대학 (大阪外国語大学) - 현재 오사카 대학 외국어학부 전신
- 시마네 의과대학 (島根医科大学) - 현재 시마네 대학 의학부 전신
- 가가와 의과대학 (香川医科大学) - 현재 가가와 대학 의학부 전신
- 고치 의과대학 (高知医科大学) - 현재 고치 대학 의학부 전신
- 사가 의과대학 (佐賀医科大学) - 현재 사가 대학 의학부 전신
- 오이타 의과대학 (大分医科大学) - 현재 오이타 대학 의학부 전신
- 미야자키 의과대학 (宮崎医科大学) - 현재 미야자키 대학 의학부 전신

## 같이 보기
- 일본의 대학 목록
- 일본의 공립 대학 목록